# Девятины (село)
Девятины — село в Вытегорском районе Вологодской области. Административный центр Девятинского сельского поселения.
Согласно административно-территориального деления — центр Девятинского сельсовета.
Расположено на берегу Новинского водохранилища, на трассе А119. Расстояние по автодороге до районного центра Вытегры — 23 км. Ближайшие населённые пункты — Бродовская, Великий Двор, Ялосарь.

## Население
По переписи 2002 года население — 1174 человека (533 мужчины, 641 женщина). Преобладающая национальность — русские (97 %).
| 2010 |
| ---- |
| 1064 |

## История

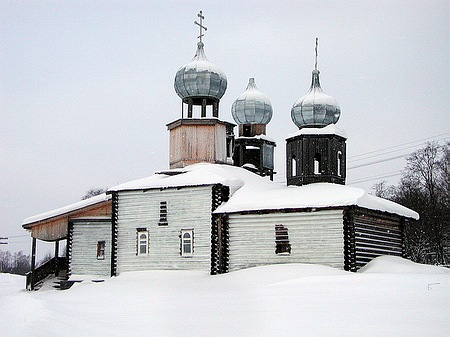
Успенская церковь

- Первые упоминания о селе Девятины датированы XV веком.
- После строительства Мариинской водной системы основным занятием жителей Девятин стали строительство судов, заготовка и переработка древесины и обслуживание водной системы.
- В 1890—1896 годах возле села был создан Девятинский перекоп — искусственный судоходный канал длиною 438 саж. (935 м), с тремя шлюзами, прокопанный в монолитных известняках, спрямивший извилистое русло Вытегры. Перекоп прорезает по прямой возвышенность в 12 саж., с заложением дна на глубине 11 саженей. Находился на 523-й версте от С.-Петербурга, на 545 — от Рыбинска.

В 1983 г. Девятинский перекоп (площадь — 300 га) внесён в Список особо охраняемых природных территорий Вологодской области, как Государственный региональный геологический памятник природы.
- В конце XIX века в кузнице в селе Девятины изготовляли паровые катера. На основе этой кузницы впоследствии были созданы судоремонтные мастерские Вытегорского округа путей сообщения МПС.
- В селе находились: Почтово-телеграфное отделение, почтовая станция, волостное Правление, Становой квартальный пристав 1-го стана.
- Существует легенда, когда Пётр l проезжал по селу, там отмечали рождение девятого ребенка в семье. Оттуда и пошло название Девятины...

## Достопримечательности
Деревянная Успенская церковь в Девятинах — памятник архитектуры федерального значения, также памятниками архитектуры являются застройка Лонской улицы и расположенные на ней дом В. Оленьева и дом Ф. Оленьева. Помимо Успенской, в Девятинах существовала ещё и каменная Воскресенская церковь; эта церковь, запечатленная на снимке С. М. Прокудина-Горского, не сохранились.

### Успенская церковь
Деревянная Успенская церковь, построенная в 1770 году, являлась одним из наиболее интересных памятников деревянного зодчества вологодской земли. Основной объем церкви состоял из четверика, над которым располагались небольшие убывающие восьмерики. На завершавшей восьмерик крещатой бочке находилась изящная центральная луковичная глава. Примечательна была форма завершения четверика, напоминающего по форме бочку, но очерченного зигзагообразным, а не плавным контуром (такое покрытие называется крещатой бочкой или зигзагообразной кровлей). Подобный (вероятно, местный) вариант завершения четверика очень редок (известен лишь в Никольской церкви Оштинского погоста). На щипцах кровли размещались 4 небольших луковичных главки. По мнению искусствоведа А. А. Рыбакова, Успенская церковь сочетала в себе живописную композицию масс и разнообразие криволинейных очертаний с традиционной северной замкнутостью и сухостью архитектурного образа. Мягкостью очертаний луковичных глав вступала в противоречие с резкостью зигзагообразных очертаний четверика. Успенская церковь, закрытая в 1930-х годах, сгорела в 1984 году. Новая деревянная церковь, строящаяся в другом конце села, не похожа на первоначальную; это прямоугольный двухкупольный сруб с притвором и алтарём.

## ФотографииС. М. Прокудина-Горского. 1909 г

Вид на сад МПС и плотину Св. Павла
Церкви и водоспуск
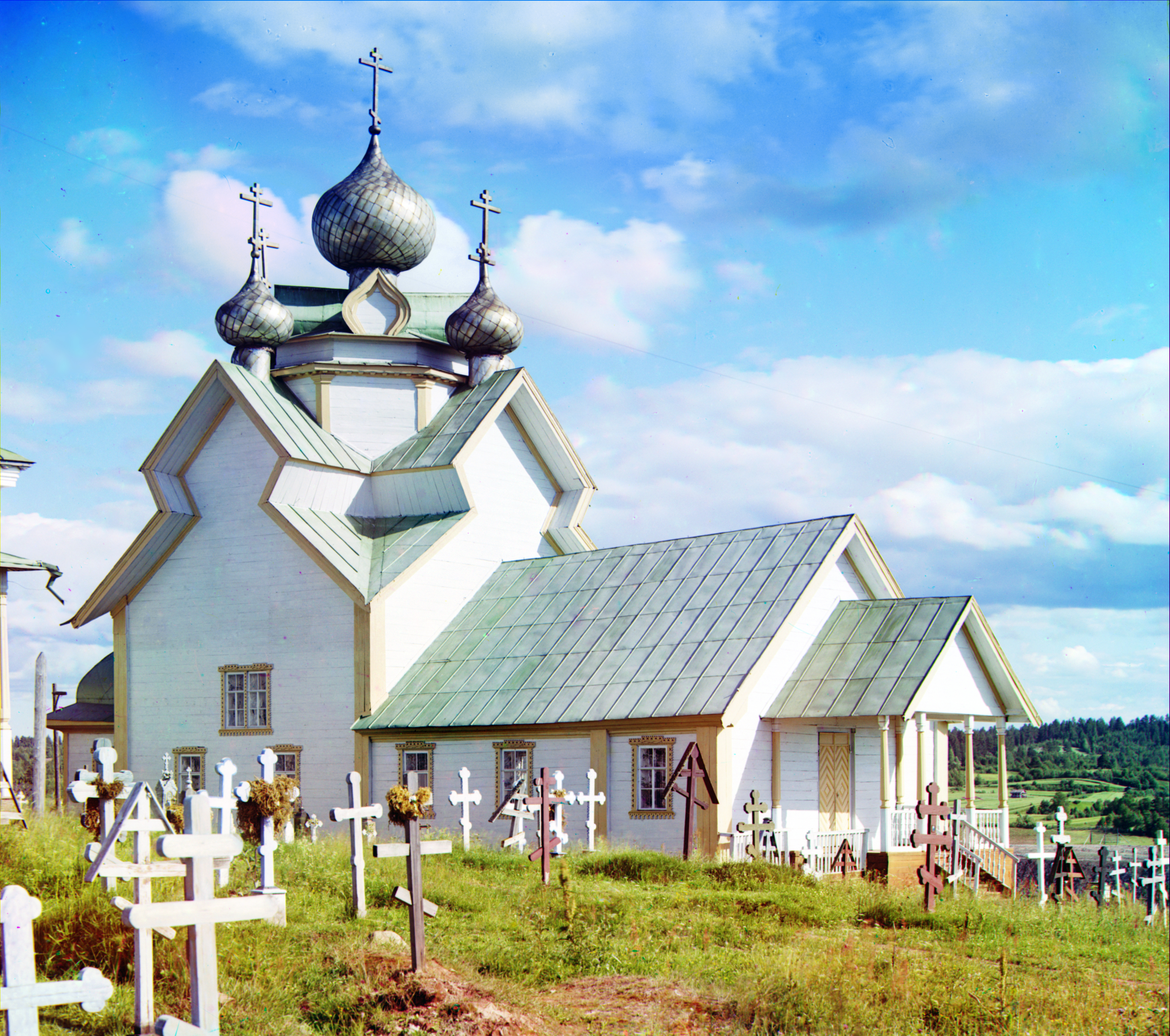
Церковь Успения Богородицы.
Часовня для водоосвящения
Ремонтная мастерская МПС
Плотина Св. Павла